# Miguel Porlán Noguera
Miguel Porlán Noguera, známý pod fotbalovou přezdívkou Chendo (* 12. října 1961 Totana), je bývalý španělský fotbalista, hrající na pozici pravého obránce.
Celou kariéru strávil v Realu Madrid, za jehož mládežnické týmy začal hrát jako patnáctiletý, v roce 1982 debutoval v ligovém zápase A-mužstva. Byl součástí silné generace odchovanců Realu, k níž patřili Emilio Butragueño nebo Manuel Sanchís. Sedmkrát vyhrál španělskou Primera División (1986, 1987, 1988, 1989, 1990, 1995 a 1997), dvakrát Copa del Rey (1989 a 1993), pětkrát Supercopa de España (1988, 1989, 1990, 1993 a 1997), dvakrát Pohár UEFA (1985, 1986) a jednou Ligu mistrů (1998). V letech 1989 až 1993 byl kapitánem mužstva. Kariéru ukončil v červnu 1998, od té doby působí v Realu jako funkcionář.
Reprezentoval Španělsko šestadvacetkrát, zúčastnil se Mistrovství světa ve fotbale 1986 (postup do čtvrtfinále) a Mistrovství světa ve fotbale 1986 (postup do osmifinále).
V roce 2011 nastoupil v dobročinném utkání ve prospěch zemětřesením postiženého města Lorca.